# Ligne d'autobus 1011
La ligne 1011 est une ancienne ligne d'autobus qui reliait les villes de Liège à Athus en passant par Bastogne et Arlon Elle était connue pour être la plus longue ligne de bus régulière de Belgique, avec 151 km pour 2 h 58 de trajet entre Athus et Liège.

## Histoire

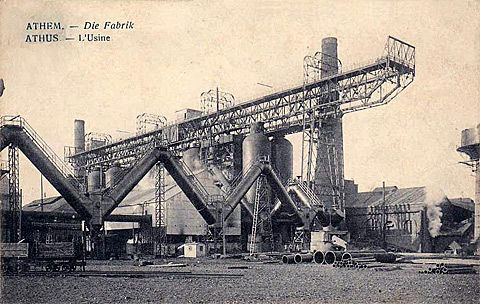
La ligne tira notamment sa notoriété et sa rentabilité du temps de la sidérurgie en reliant Athus et son usine, au principal bassin sidérurgique belge : celui de Liège.

La ligne fut ouverte en 1949. En plus de sa caractéristique de relier les principales villes de l'est de la province de Luxembourg et de les connecter à la « grande ville » de Liège, la ligne 1011 fut très prospère au milieu du XXe siècle, car elle reliait les cités sidérurgiques du bassin liégeois (Seraing, Ougrée etc.) à Athus, seule cité sidérurgique belge ne se trouvant pas le long du Sillon Sambre-et-Meuse (comme celles du Hainaut ou de la province de Liège) et dont l'usine métallurgique fut un temps fusionnée avec les groupes liégeois.
En outre, elle est un moyen rapide et peu cher de rejoindre les différentes villes, notamment quand les autoroutes E25 et E411 n'existaient pas et que la voiture était encore un luxe,,.
Elle est supprimée le 31 août 2021, sa desserte entre Liège est Arlon est reprise par la ligne express E69 Arlon - Bastogne, la desserte entre Arlon et Athus est abandonnée (elle reste cependant desservie par d'autres lignes dont la n°16 et par le rail).

## Caractéristiques
Avec son temps de trajet d’environ 2 h 58 d'un bout à l'autre et ses presque 150 kilomètres de longueur, c'est la plus longue ligne régulière de bus en Belgique.
Il y a au moins trois liaisons quotidiennes dans chaque sens, et ce sept jours sur sept.

## Trajet

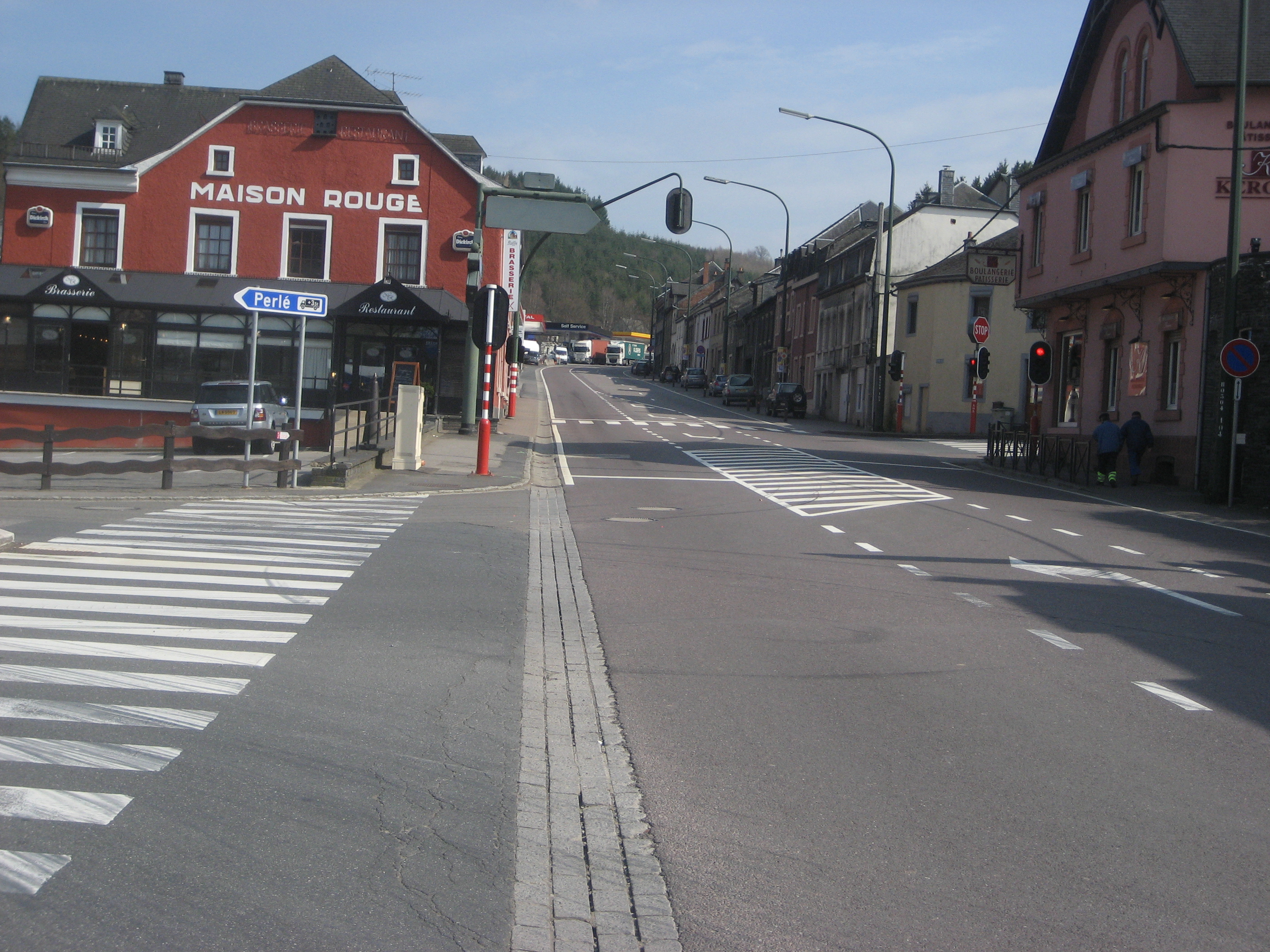
La ligne 1011 emprunte une partie de la célèbre Nationale 4, ici vue à Martelange.

La ligne emprunte la célèbre nationale 4, ainsi que la nationale 81 et l'autoroute E25.
Elle passe par les principales localités suivantes :
- Athus (terminus à la gare)
- Arlon (terminus à la gare)
- Martelange
- Bastogne (terminus à la gare du sud)
- Houffalize
- Baraque de Fraiture
- Manhay
- Sprimont
- Chênée
- Liège (terminus à l'Opéra)